# Sticherus longipinnatus
Sticherus longipinnatus là một loài dương xỉ trong họ Gleicheniaceae. Loài này được Hook. Ching mô tả khoa học đầu tiên năm 1940.